# Takashi Matsumoto
Pour les articles homonymes, voir Matsumoto.
Takashi Matsumoto (松本隆, Matsumoto Takashi, , né le 16 juillet 1949 à Aoyama, Minato, Tokyo) est un parolier à succès japonais. Il débute en 1970, comme auteur et batteur du groupe de folk-rock Happy End. Après la séparation du groupe en 1973, et l'obtention d'un diplôme de l'Université Keiō, il devient un parolier très recherché, écrivant de nombreux tubes pour des idoles japonaises des années 1980, dont 17 des 24 singles no 1 consécutifs de Seiko Matsuda ; il écrit entre autres pour Kyōko Koizumi, Miho Nakayama, Wink, même pour le groupe Yellow Magic Orchestra, et écrit même les paroles d'une chanson (Crystal Ball) dans Super Mario Bros. : Peach-Hime Kyushutsu Dai Sakusen! de 1986. Il connait encore quelques succès dans les années 1990-2000 en écrivant pour KinKi Kids.  